# Eugene Pallette
Eugene Pallette est un acteur américain né le 8 juillet 1889 à Winfield, Kansas (États-Unis), mort le 3 septembre 1954 à Los Angeles (Californie).

## Biographie
Après avoir suivi l'Académie militaire de Culver City, il est acteur dans des théâtres de province, et est attiré par le cinéma vers 1913. Un de ses premiers rôles important est celui du fiancé de l'héroine dans Intolérance de D. W. Griffith en 1915. Par la suite il tient le rôle d'Aramis dans The Three Muketeers de Fred Niblo, aux côtés de Douglas Fairbanks.

## Filmographie

### Années 1910
- 1913 : The Fugitive de Wallace Reid : le fugitif
- 1913 : When the Light Fades de Wallace Reid
- 1913 : The Transgression of Manuel d'Allan Dwan
- 1913 : Brother Love de Wallace Reid
- 1913 : The Homestead Race
- 1913 : Suspended Sentence de Wallace Reid
- 1913 : When Jim Returned de Wallace Reid
- 1913 : The Tattooed Arm de Wallace Reid
- 1913 : Youth and Jealousy de Wallace Reid
- 1913 : The Kiss de Wallace Reid
- 1913 : Vengeance de Lorimer Johnston
- 1913 : The Tomboy's Race de Lucius Henderson
- 1913 : An Accidental Clue
- 1913 : The Helping Hand de D. W. Griffith
- 1913 : A Man's Awakening
- 1914 : Educating His Daughters
- 1914 : The Thief and the Book
- 1914 : The Portrait of Anita
- 1914 : The Reform Candidate
- 1914 : The Stronger Hand
- 1914 : Atonement
- 1914 : Texas Bill's Last Ride de John G. Adolfi
- 1914 : A Diamond in the Rough de John G. Adolfi
- 1914 : The Wheels of Destiny
- 1914 : The Stolen Radium de John G. Adolfi
- 1914 : A Pair of Cuffs
- 1914 : The Horse Wrangler de John G. Adolfi
- 1914 : The Peach Brand
- 1914 : The Burden de John G. Adolfi
- 1914 : The Only Clue
- 1914 : The Sheriff's Prisoner
- 1914 : The Gunman de Christy Cabanne
- 1914 : On the Border
- 1914 : The Bank Burglar's Fate
- 1914 : The Stolen Oar
- 1914 : Through the Dark
- 1914 : Turned Back
- 1914 : Broken Nose Bailey : Broken Nose Bailey
- 1914 : Runaway Freight
- 1914 : The Tardy Cannon Ball
- 1914 : Detective Burton's Triumph
- 1914 : A Woman Scorned
- 1914 : The Kaffir's Skull
- 1914 : Who Shot Bud Walton? de Raoul Walsh
- 1914 : The Beat of the Year : Joyce
- 1915 : The Lost Receipt
- 1915 : The Terror of the Mountains
- 1915 : After Twenty Years
- 1915 : Naissance d'une nation (The Birth of a Nation) de D. W. Griffith : un soldat de l'Union
- 1915 : The Death Dice de Raoul Walsh
- 1915 : How Hazel Got Even
- 1915 : A Day That Is Gone
- 1915 : The Emerald Brooch
- 1915 : The Highbinders de Tod Browning : Hop Woo
- 1915 : The Story of a Story : John Penhallow
- 1915 : The Victim : James Darrell
- 1915 : The Spell of the Poppy : Manfredi
- 1915 : The Adventure Hunter
- 1915 : The Isle of Content
- 1915 : The Scarlet Lady
- 1915 : When Love Is Mocked
- 1915 : The Penalty de Ray Myers
- 1915 : The Ever Living Isles
- 1916 : Sunshine Dad : Alfred Evergreen
- 1916 : The Children in the House : Arthur Vincent
- 1916 : Going Straight (en) : Jimmy Briggs
- 1916 : Intolérance (Intolerance: Love's Struggle Throughout the Ages) de D. W. Griffith : Prosper Latour (French Story)
- 1916 : Hell-to-Pay Austin : Harry Tracey
- 1916 : Gretchen the Greenhorn : Rodgers
- 1916 : His Guardian Angel
- 1917 : Each to His Kind : Dick Larimer
- 1917 : The Winning of Sally Temple : Sir John Gorham
- 1917 : The Bond Between : Raoul Vaux
- 1917 : The Lonesome Chap : George Rothwell
- 1917 : The Marcellini Millions : Mr. Murray
- 1917 : The Purple Scar
- 1917 : The World Apart : Clyde Holt
- 1917 : Heir of the Ages : Larry Payne
- 1917 : Ghost House : Spud Foster
- 1918 : A Man's Man : Capt. Benevido
- 1918 : Madame Qui ? (Madam Who?) de Reginald Barker : Lieutenant Conroy
- 1918 : His Robe of Honor de Rex Ingram : Clifford Nordhoff
- 1918 : Tarzan of the Apes
- 1918 : The Turn of a Card : Eddie Barrett
- 1918 : Breakers Ahead : Jim Hawley
- 1918 : Viviette (en) de Walter Edwards  : Dick Ware
- 1918 : No Man's Land : Sidney Dundas
- 1919 : Words and Music by - : Gene Harris
- 1919 : The Amateur Adventuress : George Goodie
- 1919 : Be a Little Sport : Dick Nevins
- 1919 : Fair and Warmer : Billy Bartlett

### Années 1940
- 1940 : La Jeunesse d'Edison (Young Tom Edison) : Mr. Nelson
- 1940 : La Douce illusion (It's a Date) : Gov. Allen
- 1940 : Sandy Is a Lady : P.J. Barnett
- 1940 : Et l'amour vint... (He Stayed for Breakfast) d'Alexander Hall : Maurice Duval
- 1940 : A Little Bit of Heaven d'Andrew Marton : Herrington
- 1940 : Le Signe de Zorro (The Mark of Zorro) de Rouben Mamoulian : Fray Felipe
- 1941 : Ride, Kelly, Ride (en) de Norman Foster : Duke Martin
- 1941 : Un cœur pris au piège (The Lady Eve) : Horace Pike
- 1941 : Fiancée contre remboursement (The Bride Came C.O.D.) de William Keighley : Lucius K. Winfield
- 1941 : World Premiere : Gregory Martin
- 1941 : Histoire inachevée (Unfinished business) de Gregory La Cava : Elmer
- 1941 : Rendez-vous d'amour (Appointment for Love), de William A. Seiter : George Hastings
- 1941 : L'Étang tragique (Swamp Water) : Sheriff Jeb McKane
- 1942 : Si Adam avait su... (The Male Animal) d'Elliott Nugent : Ed Keller
- 1942 : Almost Married (en) de  Charles Lamont : Doctor Dobson
- 1942 : Madame exagère (Are Husbands Necessary?) de Norman Taurog : Bunker
- 1942 : Mademoiselle Palmer et son psychiatre (Lady in a Jam) de Gregory La Cava : Mr. John Billingsley
- 1942 : Six destins (Tales of Manhattan) : Luther
- 1942 : La Poupée brisée (The Big Street) : Nicely Nicely Johnson
- 1942 : La Fille de la forêt (The Forest Rangers) de George Marshall : Howard Huston
- 1942 : La Reine de l'argent (Silver Queen) de Lloyd Bacon : Stephen Adams
- 1943 : Deux Nigauds dans le foin (It Ain't Hay) : Gregory Warner
- 1943 : L'Amour travesti (Slightly Dangerous) : Durstin
- 1943 : Le ciel peut attendre (Heaven Can Wait) : E.F. Strabel
- 1943 : Le Cavalier du Kansas (The Kansan) : Tom Waggoner
- 1943 : Banana Split (The Gang's All Here) : Andrew Mason Sr.
- 1944 : Pin Up Girl : Barney Briggs
- 1944 : Sensations of 1945 : Gus Crane
- 1944 : Dansons gaiement (Step Lively) de Tim Whelan : Simon Jenkins
- 1944 : In the Meantime, Darling : Henry B. Preston
- 1944 : Heavenly Days : Senator Bigbee
- 1944 : Lake Placid Serenade : Carl Cermak
- 1945 : The Cheaters : Mr. Pidgeon
- 1946 : In Old Sacramento : Sheriff Jim Wales
- 1946 : Suspense : Harry